# The Dark Pictures Anthology: The Devil in Me
The Dark Pictures Anthology: The Devil in Me, également connu simplement sous le nom de The Devil in Me, est un jeu vidéo interactif de drame et de survival horror développé par Supermassive Games et publié par Bandai Namco Entertainment. Il s'agit du quatrième jeu de la série The Dark Pictures Anthology, après Man of Medan (2019), Little Hope (2020) et House of Ashes (2021), ainsi que du dernier volet de la première saison de la franchise.
Comme les jeux précédents de la série, The Devil in Me présente une distribution de cinq protagonistes jouables et un récit multilinéaire influencé par les choix du joueur. Les scènes décisionnelles du jeu, qui sont nombreuses, peuvent sensiblement modifier la trajectoire de l'intrigue et modifier les relations entre les personnages principaux. En raison de ces choix, n'importe lequel des cinq protagonistes peut mourir définitivement.
Le titre introduit de nouvelles fonctionnalités, telles que l'inventaire des personnages, des puzzles basés sur des outils et de nouvelles capacités de mouvement telles que courir, sauter et grimper.
The Devil in Me est sorti sur Microsoft Windows, PlayStation 4, PlayStation 5, Xbox One et Xbox Series X/S le 18 novembre 2022.

## Prémices
Une équipe de documentaristes reçoit une mystérieuse invitation pour visiter une réplique du "Château des meurtres" du tueur en série H. H. Holmes. Une opportunité presque trop belle pour être vraie, à l'heure où ils cherchent désespérément à regagner l'intérêt du public. L'hôtel semble être le cadre idéal pour leur prochain épisode, mais il leur réserve quelques surprises. L'équipe découvre bientôt qu'elle est surveillée, manipulée, et qu'il y a bien plus en jeu que son taux d'audience,!

## Système de jeu
The Devil in Me introduit plusieurs nouvelles fonctionnalités de gameplay qui s'écartent des entrées précédentes de The Dark Pictures Anthology. Il y a désormais une fonctionnalité d'inventaire pour les personnages, des puzzles basés sur des outils, ainsi que de nouvelles capacités de mouvement, notamment la course, le saut et l'escalade,. 

## Distribution
- Paul Kaye : Charlie Lonnit
- Jessie Buckley[4] (VF : Laetitia Coryn) : Kate Wilder
- Nikki Patel (VF : Fanny Bloc) : Erin Keenan
- Gloria Obianyo (VF : Audrey Sourdive) : Jamie Tiergan
- Fehinti Balogun (VF : Diouc Koma) : Mark Nestor
- Pip Torrens (VF : Benoît Allemane) : Conservateur
- John Dagleish (VF : Pascal Casanova) : H. H. Holmes
- Edward Bluemel (VF : Benjamin Bollen) : Jeff

## Suite
En février 2022, Supermassive Games a déposé des marques pour six futures entrées potentielles. Cinq présentent la marque standard The Dark Pictures, sous-titrée The Craven Man, Directive 8020, Intercession, Winterfold et Switchback. Le sixième titre potentiel, sous-titré O Death, porte plutôt la marque The Dark Pictures Presents,.  